# Switchblade Symphony
Switchblade Symphony var ett amerikanskt gothband bildat i San Francisco 1989 av kompositören Susan Wallace och sångerskan Tina Root. Efter två självutgivna EP-skivor skrev gruppen på kontrakt med Cleopatra Records 1995 och gav ut sitt första album, Serpentine Gallery. Albumet kombinerade element av orkesterlika arrangemang med tunga synthsekvenser och en eterisk sång, vilket var ett nyskapande drag inom gothscenen. Gruppen gav ut ytterligare två album under sin karriär men uppnådde aldrig mainstreampopularitet. I november 1999 upplöstes gruppen, varpå Tina Root startade soloprojektet Tre Lux. Under 2008 bildade Root även bandet Small Halo tillsammans med George Earth.

## Diskografi
Studioalbum
- 1995: Serpentine Gallery
- 1997: Bread and Jam for Frances
- 1999: The Three Calamities

Livealbum
- 2003: Sweet Little Witches

Remixalbum
- 2001: Sinister Nostalgia

EP
- 1991: Fable
- 1992: Elegy
- 1997: Scrapbook

Singlar
- 1996: "Clown"
- 1997: "Drool"